# 甲基泼尼松龙
甲基潑尼松龍（英語：methylprednisolone，也稱甲基培尼皮質醇，简称甲泼松龙）是一種合成糖皮質素，主要具有抗發炎和免疫抑制的作用。它可使用低劑量方式治療慢性疾病，也可在病症急性發作時將劑量提高使用。甲基潑尼松龍及其衍生物可以口服或不經腸胃的方式（肌肉注射、關節注射及靜脈注射）給藥。
甲基潑尼松龍經各種給藥途徑，都能被身體吸收而發揮全身性的抗發炎作用，迅速將急性發作的症狀減輕。此藥物與許多不良反應有關，一旦疾病得到控制，就須逐步減少藥物劑量。使用後的嚴重副作用有醫源性庫興氏症候群、高血壓、骨質疏鬆症、糖尿病、感染和皮膚萎縮。
甲基潑尼松龍是一種合成的孕烷類固醇激素，源自氫羥腎上腺皮質素和潑尼松龍。屬於一種合成糖皮質素，為廣義上的皮質類固醇。此物是礦物皮質素和糖皮質素受體的激動劑。甲基潑尼松龍與其他外源性糖皮質素相比，對糖皮質素受體的親和力高於對礦物皮質素受體的。
糖皮質素的名稱是因為它們參與調節碳水化合物代謝而得名。糖皮質素（例如甲基潑尼松龍）在細胞中的功能為調節體內平衡、代謝、發育、認知和發炎。它們在適應和應對環境、身體和情緒壓力方面可發揮關鍵性作用。
甲基潑尼松龍由美國製藥公司Upjohn（後經合併等程序而成為暉致）首次合成和製造，並於1957年10月獲得美國食品藥物管理局（FDA）批准進入醫療用途。它是美國於2022年排名第153最常處方的藥物，開立的處方箋數量超過300萬張。它已名列世界衛生組織基本藥物標準清單之中。

## 醫療用途
甲基潑尼松龍的主要用途是抑制發炎和免疫反應，主要透過調節白血球、細胞激素和趨化因子的數量和功能來達成。其廣泛的控制發炎作用有利於在多種疾病中使用，無論疾病症狀。此藥物通常用作急性發作的短期治療，如急性痛風性關節炎。可在持續治療期間根據不良反應施用較低劑量。根據醫療用途而採用最適當的劑量強度和配方。

### 氣喘
根據2001年至2002年的數據顯示，有11.4%的氣喘患者在門診就醫時，獲得口服類固醇藥物作為其長期病情的控制治療。此外，美國衛生及公共服務部發佈的國家氣喘教育與預防計畫 (NAEPP) 建議，可使用全身性甲基去氫皮質醇來治療：在短期內快速控制病情發作，並在長期治療中有效抑制持續性的症狀。

### 風濕性疾病
甲基潑尼松龍用於治療多種風濕性疾病，例如全身性紅斑狼瘡和類風濕性關節炎。針對這些疾病的甲基潑尼松龍劑量和給藥方式差異很大，因為這些疾病之間以及確診同一疾病的患者之間的病理生理學各有不同。罹患狼瘡性腎炎 （為全身性紅斑狼瘡常見的一種表現）的患者通常會同時服用甲基潑尼松龍和免疫抑制劑。對於嚴重的表現，在轉換為口服潑尼松龍和硫唑嘌呤進行維持治療之前，通常會使用環磷醯胺或利妥昔單抗，並進行三次甲基潑尼松龍靜脈衝擊治療（依據美國風濕病學會（ACR）指南建議）。
關節內皮質類固醇注射是緩解類風濕性關節炎引起的關節疼痛的二線療法。它最常注射到膝關節和肩關節。雖然注射為局部性，但研究顯示其具有全身性吸收，表現為對遠端關節的益處。為盡量減少對下視丘-垂體-腎上腺軸 (HPA) 的抑制，FDA指南已將關節內皮質類固醇注射限制為每年三次，且每次注射之間至少間隔30天。

### 原發性或繼發性腎上腺功能不全
甲基潑尼松龍通常比其他皮質類固醇在礦物皮質素受體和保留鈉特性有較差的親和力，因此不建議用於治療原發性或繼發性腎上腺功能不全。

### 標示適應症
- 口服類:過敏性疾病、風濕性疾病、皮膚疾病、腎臟疾病、血液系統疾病及其他。[15][20]
- 注射類:過敏性反應、風濕性疾病、皮膚疾病、神經系統疾病、呼吸系統疾病、消化系統疾病、血液系統疾病及其他。[17]

### 仿單標示外使用
甲基潑尼松龍的一些仿單標示外使用包含有急性脊髓損傷、急性呼吸窘迫症候群、酒精性肝炎、採集過世者器官時的激素復甦（指對腦死的器官捐贈者施用一系列荷爾蒙，以維持其生理穩定性並改善器官功能，而提高器官捐贈的成功率和移植器官的質量）和慢性阻塞性肺病。

## 用藥禁忌
患有全身性真菌感染者不應以口服方式攝取甲基潑尼松龍，但可使用醋酸甲基潑尼松龍作關節內注射。已知對此藥物或其成分過敏的患者則須禁用。琥珀酸甲基潑尼松龍與醋酸甲基潑尼松龍配方中含有苯甲醇，不可用於早產嬰兒。神經組織暴露於過量的苯甲醇會產生毒性，在極少數情況下會導致死亡。

## 副作用

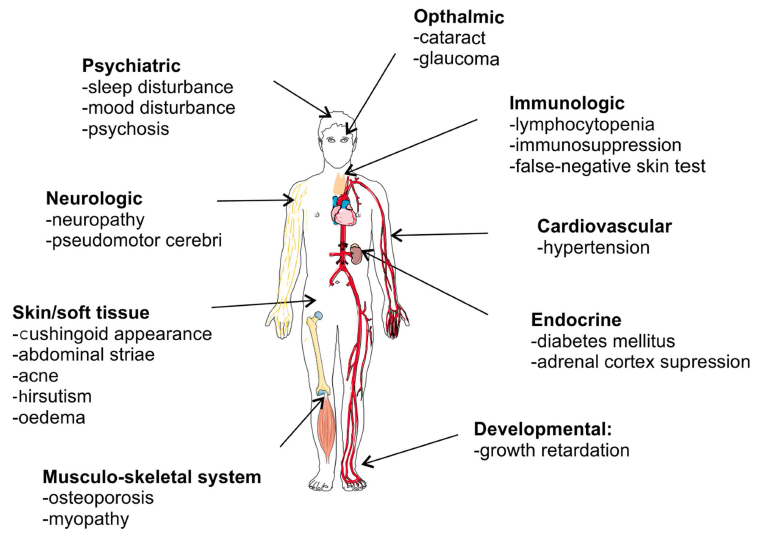
與甲基潑尼松龍相關的副作用概述。

雖然甲基潑尼松龍具有療效，但其副作用也可能會嚴重，而抵消其治療效果。

### 對於中樞神經系統
對於使用甲基潑尼松龍治療全身性紅斑狼瘡（SLE） 的患者，目前缺乏明確的臨床診斷標準來界定其精神方面的不良反應（PAE）。

### 對於代謝和內分泌
醫源性庫興氏症候群是使用糖皮質素治療直接導致的併發症，也是這種症候群最常見的原因。

### 感染
該篇文章將糖皮質素可能引起免疫缺陷的已知病原體列出。

### 對於肌肉骨骼
在開始使用甲基潑尼松龍後的最初幾個月內，患者會出現明顯的骨質流失，但於長期使用後的流失會逐漸減少。腰椎的小梁骨質流失會先於股骨頸的皮質骨流失。

### 其他
如過敏反應及對心血管系統、皮膚、消化系統等均有不良影響。

### 停用反應
外源性糖皮質激素對下視丘-垂體-腎上腺軸的回饋作用，會分別抑制下視丘分泌促腎上腺皮質素釋放素和腦下垂體分泌促腎上腺皮質素。長期抑制會導致身體對疾病和創傷等生理和情緒壓力產生不適當的反應。促腎上腺皮質素的抑制可能導致腎上腺發育不全或在甲基潑尼松龍治療後六週內出現繼發性腎上腺萎縮 ，讓患者面臨發生危及生命的腎上腺功能不全危機的風險。

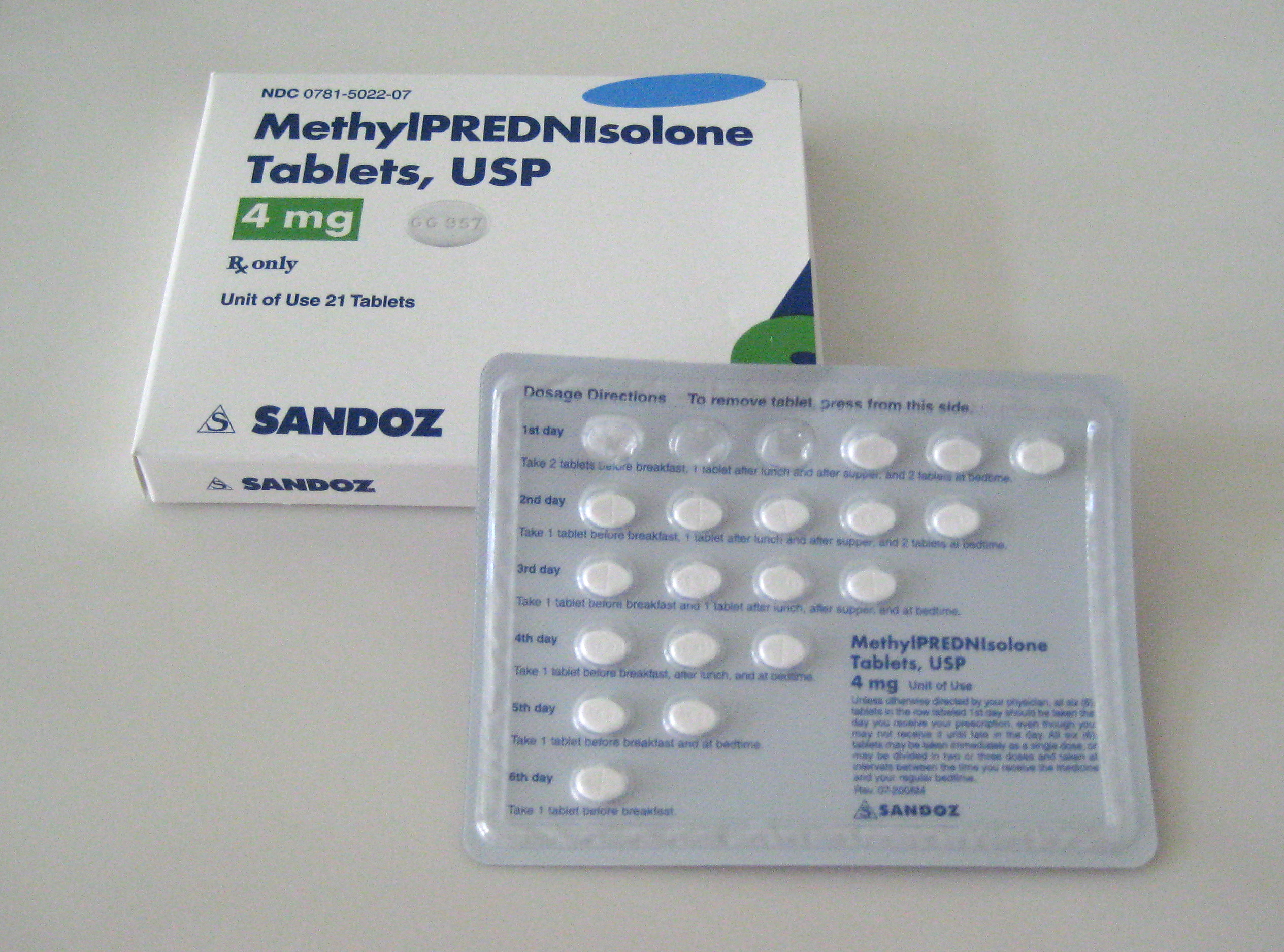
瑞士藥業山德士出品的4毫克甲基潑尼松龍片劑。

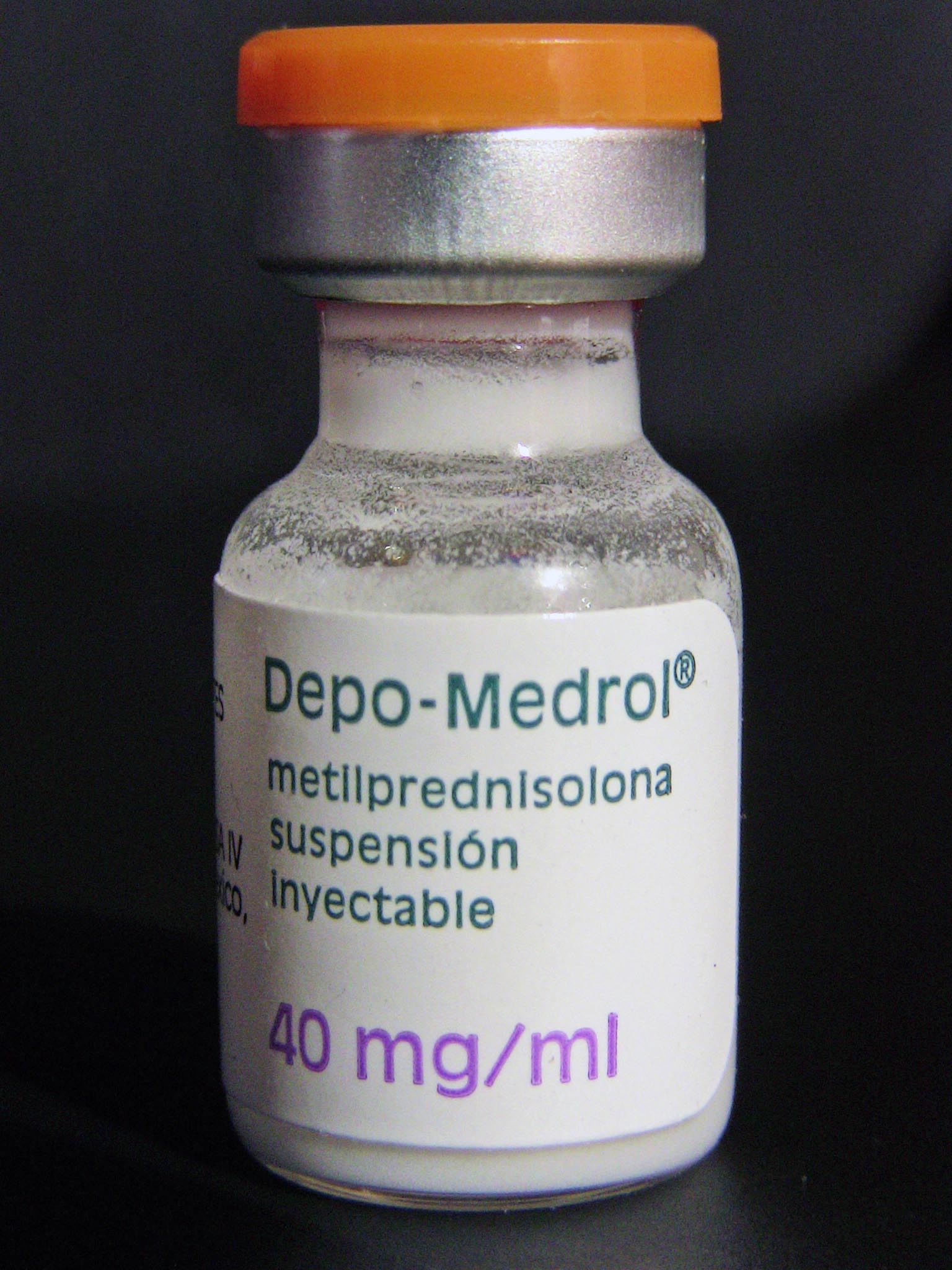
品牌名稱為Depo-Medrol的醋酸甲基潑尼松龍懸浮液注射劑。

## 藥物交互作用
當甲基潑尼松龍與下列藥物一起服用時，可能會產生交互作用。
- 酵素誘導物[27]
- 細胞色素P450 3A4酶抑制劑[27]
- 口服避孕藥[27]
- 多藥抗性蛋白 1（英语：P-glycoprotein）抑制劑[27]
- 器官移植免疫抑制劑（Ciclosporin, tacrolimus, sirolimus）[27]
- 環氧合酶 1（英语：Cyclooxygenase 1）抑制劑[27]
- 抗凝劑[27]

## 藥效學
此藥物為合成糖皮質素藥物，可在多種生理機制上發揮多效性的作用。然而因其對發炎和免疫的作用而被廣泛使用。合成糖皮質素（例如甲基潑尼松龍）的作用取決於其與細胞內糖皮質素受體的關聯，以及在較小程度上與礦物皮質素受體的關聯。糖皮質素受體於人體內的分佈遠廣泛於礦物皮質素受體。經此作用，到達细胞核内的配體-受體結合物會影響基因的運作，進而影響细胞的各種功能。

### 藥物代謝動力學
甲基潑尼松龍有口服和不經腸胃給藥的方式。用於口服的形式（Medrol）有2毫克、4毫克、8毫克、16毫克或32毫克規格的片劑。醋酸甲基潑尼松龍（Depo-Medrol）和琥珀酸甲基潑尼松龍（Solu-Medrol）均被批准用於肌肉注射。Depo-Medrol也被批准用於病灶內、關節內和軟組織注射之用。 Depo-Medrol可與無菌水製成溶液，濃度為20毫克/毫升、40毫克/毫升或是80毫克/毫升。Solu-Medrol是唯一被批准用於靜脈輸注的衍生物，藥物粉末可溶於水，也可與稀釋劑混合。規格有40毫克到2克不等。
大部分的甲基潑尼松龍會經過肝臟代謝成其他物質，再由腎臟排出。只有很小部分的甲基潑尼松龍原型會直接由腎臟排出。

甲基潑尼松龍（Medrol）、醋酸甲基潑尼松龍（Depo-Medrol）及琥珀酸甲基潑尼松龍（Solu-Medrol）的化學結構。

## 合成
合成該類固醇需要從牛身上獲得的膽酸和植物獲得的皂苷元所合成。

甲基潑尼松龍的合成過程。

## 藥物歷史
甲基潑尼松龍最初由Upjohn公司合成生產，並於1957年10月獲得FDA核准作為醫療用途使用。專利現已到期，市面已有多種通用名藥物販售。 
甲基潑尼松龍因其對抗淋巴白血病的功效而被列入世界衛生組織基本藥物標準清單。

## 研究
甲基潑尼松龍已成為COVID-19疫情期間的一種處方療法，但尚無證據確定對此種疾病治療為安全或是有效。